# Vireònids
Els víreònids (Vireonidae) són una família de petites i mitjanes aus de l'ordre dels passeriformes. La major part està restringida al Nou Món.

## Morfologia
Normalment tenen un plomatge homogeni de color verdós, semblant a les espècies més petites dels parúlids (Parulidae). La seva mida varia des de Vireo marseni, Vireo nelsoni i Hylophilus decurtatus, totes elles al voltant de 10 cm i 8 gr, fins als membres dels gèneres Cyclarhis i Vireolanius, que fan fins a 17 cm i 40 gr (Forshaw i Parkes, 1991).
Els mascles de la majoria de les espècies fan cants persistents, en general ximples, monòtones en algunes espècies del litoral de Carib i les illes. El cant més elaborat és el de Vireo masteri i el gènere Cyclarhis (Salaman et Barlow 2003).

## Alimentació
Tots els membres de la família mengen una mica de fruita però majoritàriament s'alimenten d'insectes i altres artròpodes. Agafen la presa de les fulles i branques. Vireo vicinior agafa un 5 per cent de les preses des de terra (Salaman et Barlow, 2003).

## Hàbitat i distribució
La majoria de les espècies es troben a Amèrica Central i nord d'Amèrica del Sud. Tretze espècies habiten més al nord, als Estats Units i el Canadà, i d'ells, tots menys un (Vireo huttoni) són migradors. Aquests ocells volen llargues distàncies poques vegades, exceptuant la migració (Salaman i Barlow, 2003). Habiten en ambients forestals, amb espècies que tenen preferència pels boscos, els matolls, o els manglars (Forshaw i Parkes, 1991).
Les espècies residents es troben en parelles o grups familiars que mantenen territoris tot l'any (excepte Vireo huttoni, que s'agrupa en bandades mixtes d'alimentació). La majoria dels migrants defensin els territoris d'hivern contra els seus congèneres. Les excepcions són el conjunt format per Vireo olivaceus, Vireo flavoviridis, Vireo altiloquus i Vireo magister que passen l'hivern en petits ramats errants (Salaman et Barlow, 2003).

## Reproducció
Es desconeixen la forma dels nius de moltes de les espècies tropicals. Dels que es coneixen, se sap que construeixen un niu en forma de copa que penja de les branques. La femella fa la major part de la incubació (Salaman et Barlow, 2003).

## Taxonomia
Els quatre gèneres que tradicionalment han format aquesta família, formen la família dels vireònids (Vireonidae), que podria estar relacionada amb els còrvids (Corvidae) i els lànids (Laniidae). Estudis bioquímics posteriors fan pensar que els gèneres del Vell Món, Pteruthius i Erpornis, podrien ser membres d'aquesta família (Reddy et Cracraft 2007), i de fet així ho contempla el Congrés Ornitològic Internacional.

## Llista de gèneres
Se n'han distingit 62 espècies en 8 gèneres.
- Pteruthius, amb 7 espècies.
- Erpornis, amb una espècie: erpornis (Erpornis zantholeuca).
- Cyclarhis, amb dues espècies.
- Vireolanius, amb 4 espècies
- Hylophilus, amb 8 espècies.
- Tunchiornis, amb una espècie: vireó de coroneta rogenca (Tunchiornis ochraceiceps).
- Pachysylvia, amb 5 espècies.
- Vireo, amb 34 espècies.